# Begonia piresiana
Espèce
Begonia piresiana est une espèce de plantes de la famille des Begoniaceae.
L'espèce fait partie de la section Pritzelia.
Elle a été décrite en 1964 par Osvaldo Handro (1908-1986).

## Répartition géographique
Cette espèce est originaire du pays suivant : Brésil.